# Eltrombopag
Eltrombopag ist ein Arzneistoff aus der Gruppe der Thrombopoetin-Rezeptor-Agonisten, der in der Behandlung der idiopathischen thrombozytopenischen Purpura (ITP) eingesetzt wird. Eltrombopag wurde im November 2008 von der Food and Drug Administration (FDA) für den amerikanischen Markt und im März 2010 von Europäischen Kommission für die EU zugelassen.
Seit September 2015 ist Eltrombopag in der EU auch zur Behandlung von erwachsenen Patienten mit erworbener schwerer aplastischer Anämie  (SAA) zugelassen, die entweder gegenüber einer vorangegangenen Therapie mit Immunsuppressiva refraktär oder stark vorbehandelt und für eine hämatopoetische Stammzelltransplantation nicht geeignet sind.

## Klinische Angaben
Eine Thrombozytopenie resultiert entweder aus einer Bildungsstörung, z. B. aufgrund einer Knochenmarkinsuffizienz, oder bei einer Umsatzstörung mit vermehrtem Verbrauch von Blutplättchen. Sie ist die häufigste Ursache einer erworbenen hämorrhagischen Diathese.
Bei Eltrombopag handelt es sich um einen nicht-peptidischen, oral aktiven Thrombopoetin-Rezeptor-Agonisten. Dieser Wirkstoff stimuliert die Proliferation und Differenzierung von Megakaryozyten – den Vorläuferzellen der Thrombozyten (Blutplättchen) – was zu einer Erhöhung der Blutplättchenkonzentration führt.

### Primäre Immunthrombozytopenie (ITP)
Die Resultate einer klinischen Phase-III-Studie zeigten, dass bei den 114 Probanden mit idiopathischer thrombozytopenischer Purpura die tägliche, orale Gabe von 50 mg Eltrombopag zu einem deutlichen Anstieg der Anzahl Blutplättchen führte. Bei 80 % der Patienten, die Eltrombopag erhalten, treten Nebenwirkungen auf. Dies sind hauptsächlich Kopfschmerzen, gastrointestinale Störungen (z. B. Übelkeit, Durchfall, Erbrechen), Schlaflosigkeit, Augentrockenheit und Hautausschlag. Schwerwiegende Nebenwirkungen wurden keine beobachtet.
Die positiven Resultate der Phase-II-Studien wurden bereits Ende 2007 publiziert.

### Schwere aplastische Anämie (SAA)
Die Wirksamkeit bei schwerer aplastischer Anämie wurde in einer einarmigen, monozentrischen offenen Studie an 43 Patienten mit schwerer aplastischer Anämie und refraktärer Thrombozytopenie, die eine einer Thrombozytenzahl von weniger als 30 000/µl und bereits mindestens eine immunsuppressive Therapie erhalten hatten, untersucht. Bei 40 % der Patienten zeigte sich unter der Behandlung mit Eltrombopag ein hämatologisches Ansprechen. Bei der Mehrheit der Patienten (13 von 17) wurde nach 12 Wochen ein Ansprechen von einer Zelllinie beobachtet, bei 3 von 17 trat eine Ansprechen in zwei und bei 1 von 17 in drei Zelllinien auf. Während der Behandlung erreichten 59 % der Patienten eine Unabhängigkeit von Thrombozytentransfusionen (28 Tage ohne Thrombozytentransfusion) und 27 %  eine Unabhängigkeit von Erythrozytentransfusionen (56 Tage ohne Erythrozytentransfusion).

## Handelspräparate
Revolade (EU, CH), Promacta (USA), Generika. 
Bei allen Fertigpräparaten wird das Monoethanolamin-Salz mit dem Freinamen Eltrombopag-Olamin (1:2) [auch: Eltrombopagdi(olamin)] verwendet. Das Originalpräparat ist von Novartis.

## Externe Links zu erwähnten Verbindungen
1. ↑  Externe Identifikatoren von bzw. Datenbank-Links zu Eltrombopag-Olamin:  CAS-Nr.: 496775-62-3, EG-Nr.: 629-876-8, ECHA-InfoCard: 100.158.114, PubChem: 135449331, ChemSpider: 28475107, Wikidata: Q27260489.